# Radware
Radware (NASDAQ: RDWR) — компания в области комплексных решений ADC, сетевой безопасности и развертывания программного обеспечения. Radware обеспечивает доступность, производительность и безопасность использования бизнес-приложений для более чем 10,000 предприятий и поставщиков коммуникационных услуг по всему миру.

## Основные данные о компании
- Основана в апреле 1997 года
- Первая продажа акций — сентябрь 1999 года
- Главное международное управление находится в Тель-Авиве, Израиль
- Главное корпоративное управление в США расположено в Мауа, Нью-Джерси
- Дополнительные офисы находятся в США, Канаде, Латинской Америке, Европе, на Ближнем Востоке и в Азии, в Индии и в Азиатско-Тихоокеанском регионе
- Приобретение компании Covelight — в 2007 году
- Приобретение Alteon (подразделение Nortel Networks) — 2009 год
- Насчитывает более 670 сотрудников
- Является частью RAD Group
- Доход за 2012 финансовый год — более 189 миллионов долларов
- Более 10,000 клиентов по всему миру

## Radware Alteon
Подразделение компании Radware, образованное 31 марта 2009 года, когда была выкуплено подразделение Nortel Networks. Продажа была вызвана необходимостью Nortel Network уменьшить свой долг и восстановиться после реорганизации с использованием Главы 11 Кодекса США о банкротстве.
Вскоре после приобретения подразделения компания Radware объявила о продолжении разработки новых устройств, и пятилетней поддержке уже выпущенных коммутаторов Nortel Alteon Application Switch.
Уже через полгода Radware Alteon самостоятельно выпустила новые устройства в линейке Alteon Application Switch.

## Продукция
Radware’s APSolute — включает:
- AppDirector / Alteon — интеллектуальный контроллер доставки приложений решает задачи оптимизации контента, разгрузки серверов снижая их количество и уменьшая время отклика системы; интеллектуальная балансировка нагрузки позволяет решить проблемы нагрузки как на отдельные сервера, так и на географически распределенные ЦОД, тем самым решая вопросы отказоустойчивости, как на локальном так и глобальном уровнях, управление трафиком, а также защита от DoS-атак.
- AppXML — XML gateway, обеспечивает безопасность, межпротокольную трансформацию, а также снижение загрузки серверных платформ.
- AppWall — Web Application Firewall (WAF)[3] прибор для обеспечения безопасности и доступности ВЕБ приложений
- Content Inspection Director (CID) — управление и передача трафика на сервисные платформы для сервис провайдеров и поставщиков Интернет услуг
- DefensePro — Система защиты и предотвращения атак (IPS, DoS/DDoS) в реальном времени. Позволяет отсекать атаки без ущерба легитимным пользователям, основываясь на поведенческом анализе клиентов и аппликаций
- Vision — система управления и контроля (Appliance-based)
- LinkProof — оптимизация и отказоустойчивость WAN (ГВС) соединений для обеспечения максимальной доступности приложений в корпоративных центрах обработки данных.
- SIP Director — SIP-aware application delivery controller (ADC). Оптимизирует работу SIP услуг